# تصوير البطين بالنظائر المشعة
تصوير البطين بالنظائر المشعة (بالإنجليزية: MUGA scan)‏، هو أحد أنواع التصوير في الطب النووي لتقييم الحالة العامة والحالة الموضعية لوظيفة البطين الأيسر والأيمن.

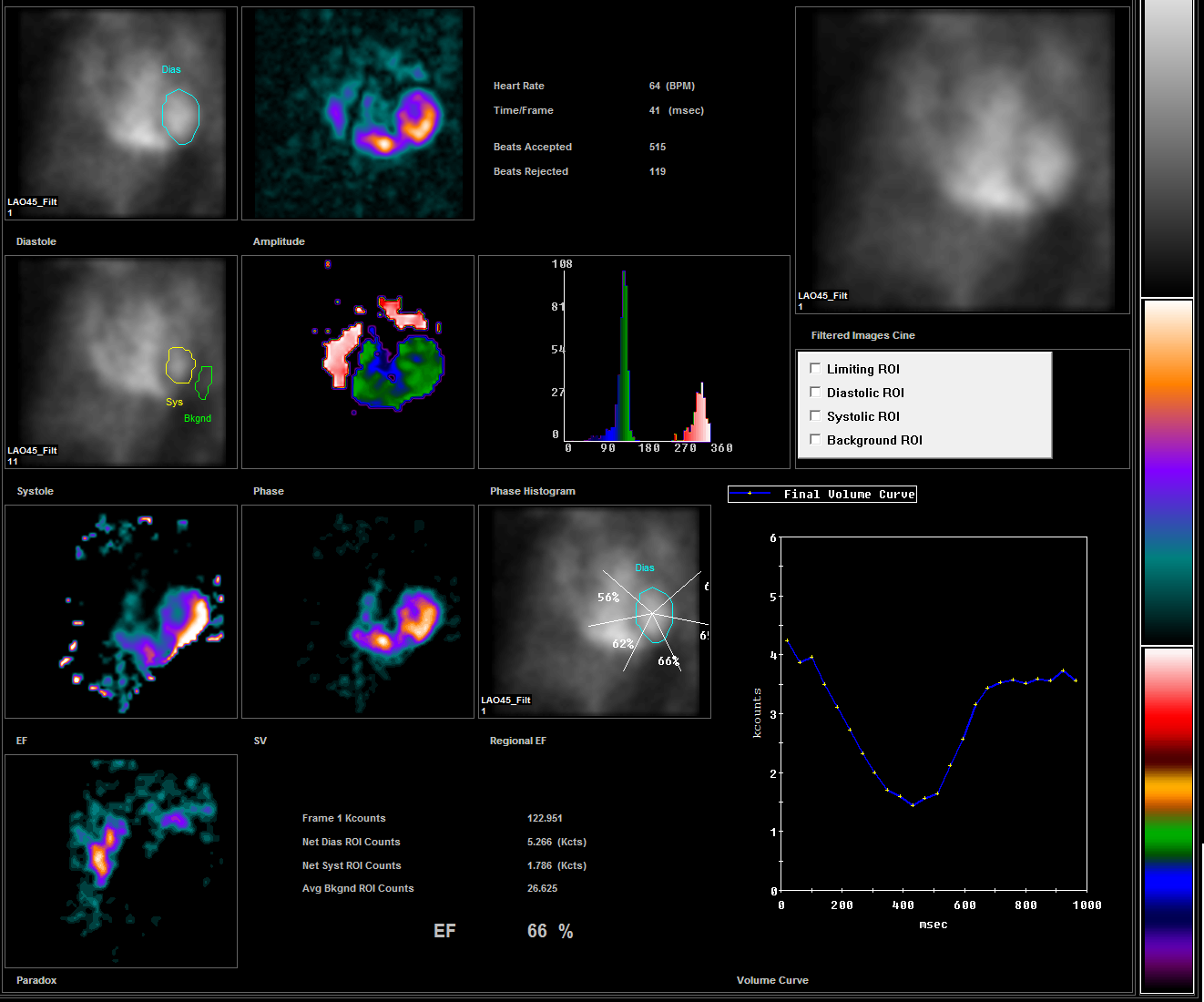

## تاريخه
بدأ هذا الفحص في سبعينات القرن الماضي، واستطاع بسرعة أن يثبت مدى دقته في تقييم الجزء المقذوف من البطين الأيسر.

## طريقة الفحص
يستلقى المريض تحت آلة تصوير غاما ويحقن المريض عبر الوريد بمادة التكنيشيوم بعد أن يكون قد أعطى مادة أخرى لها القدرة على الالتصاق بكريات الدم الحمراء وهكذا يتم تحديد الجدار الداخلي للبطين بالمواد المشعة . وحيث أن كريات الدم الحمراء الموسومة تتوزع بسرعة وبشكل متجانس داخل الحيز الوعائي للبطين . فإن التغير الحاصل في النشاط الإشعاعي، والملتقط بواسطة كاميرة غاما يعطينا فكرة عن زيادة أو نقص الحجم الداخلي للبطين خلال مرحلة الانقباض أو الأنبساط وبذلك يمكننا حساب المقدرة الفعلية لعملية ضخ الدم عن طريق البطين .
ويمكن من خلال هذه الطريقة إجراء نوعين من الفحوصات :
أ - المرور الأول للمادة المشعة في الجسم
وبهذه الطريقة يتم تسجيل المنحنيات التي تعطينا العلاقة الزمنية الوظيفية للمادة المشعة في مرورها الأول بالجسم، مثل الوقت الذي أحتاجته المادة لأجتياز الأذين الأيمن فالبطين الأيمن فالشريان الرئوي الأيسر فجذور الأبهر وفحص عمل البطين الأيمن والأيسر .
ب- تصوير البطين بالنظائر المشعة مع تسجيل ومتابعة التخطيط الكهربائي للقلب.
وبهذه الطريقة يقوم جهاز الكمبيوتر الموصول بكاميرة غاما تسجيل مايقارب 400-500 دورة قلبية تحلل جميعها عن طريق الكمبيوتر .
وبالنظر إلى الصور المأخوذة عن الدورات القلبية يمكن تقويم الحركات الموضعية لجدار البطين وعلى الأخص البطين الأيسر وكشف حالات نقص الحركة . أو عسر الحركة أو انعدامها . وللتبسيط، فإن حالة نقص الحركة في جزء من جدار البطين أشارة إلى وجود تضيق بشريان تاجي أو أكثر بينما نقص الحركة لكامل البطين يعتبر مؤشر على الأغلب لمرض بعضلة القلب . وهكذا يتم التحليل الكيفي لهذه الصورة والأهم من ذلك هو التقويم الكمي للصورة وذلك برسم منحنى يتعلق بالدورة الدموية المسجلة ويشتق منها عوامل عديدة بعد تحويل التحليل الكيفي لحركات الجدار إلى تحليل كمي .

## الهدف من الفحص
أهم دواعي تصوير البطين بالنظائر المشعة الآتي :
1- تقويم حجم وحركة ونسبة ضخ البطين
2- تقويم وظيفة عضلة القلب بعد تعرضها لجلطة قلبية .
3-تقويم حالات هبوط القلب .
4- تقويم نتائج العلاج الطبي أو الجراحي لتصلب الشرايين التاجية .
5- تقويم الـتأثيرات الجانبية لبعض الأدوية على وظيفة عضلة القلب (مثل: العلاج الكيمائي).